# Batman: The Killing Joke
(Joker)
Batman: The Killing Joke è un romanzo grafico scritto da Alan Moore e disegnato da Brian Bolland, pubblicato dalla DC Comics nel 1988. La prima pubblicazione italiana risale al gennaio del 1990, in un albetto allegato al numero 76 di Corto Maltese della Rizzoli, identico nel formato all'originale statunitense.
La storia esamina il rapporto strano e contorto che Batman ha con il suo più vecchio nemico, Joker. Moore, oltre a illustrare una delle possibili origini del villain, ci regala anche un aspetto della vita di Joker fino ad allora sconosciuto e seguendo lo stile dei primi numeri (infatti, la storia è un approfondimento del n. 168 di Detective Comics). La graphic novel è stata inserita al terzo posto delle 25 Greatest Batman Graphic Novels stilata da IGN.

## Trama
Batman si reca all'Arkham Asylum, accolto dal commissario James Gordon. Qui viene portato alla cella del Joker, al qual propone una tregua, poiché consapevole che la loro faida si concluderà solo con la morte di uno dei due per mano dell'altro. Purtroppo Batman si rende conto che quello che ha davanti non è Joker, bensì uno truccato come lui, perciò il folle è a piede libero.
Il Joker intanto prende possesso di un luna park abbandonato, dopodiché si reca a casa del commissario e spara a Barbara Gordon paralizzandole le gambe (fatto che la costringerà su una sedia a rotelle) per poi rapire James Gordon, che intende usare come cavia per una sua "tesi". Questo spinge Batman ad intervenire e ad iniziare le ricerche per salvare il commissario.
Durante un lungo flashback si scopre che la vita di Joker, prima di diventare tale, era quella di un cabarettista fallito, alla ricerca della grande occasione in locali di secondo e terzo ordine. Un giorno si imbatte in due malviventi che gli propongono di rapinare una fabbrica di carte da gioco, per raggiungere la quale devono attraversare un impianto chimico, in cui aveva lavorato fino ad alcuni anni prima. Quello che il giovane non sa è che i due criminali sono, in realtà, quelli che stanno dietro alla figura leggendaria del Cappuccio Rosso, uno dei primi criminali di Gotham. Il giorno stabilito, però, proprio mentre si sta mettendo d'accordo con i due criminali, la polizia porta al futuro Joker la notizia della morte della moglie incinta: i dottori non sono riusciti a salvarla (è rimasta ferita dal cortocircuito di uno scalda-biberon) né a salvare il bambino di cui era in attesa. La notizia lo sconvolge, ha un crollo nervoso e tenta di tirarsi fuori dall'affare, ma ormai è troppo tardi: viene costretto a portare a termine il lavoro. Mentre passano all'interno del centro chimico, i tre vengono scoperti da una guardia, che insieme ai colleghi uccide i due uomini che avevano assoldato il giovane. Questi, nel tentativo di sfuggire a Batman, giunto tempestivamente sul luogo, tenta di scavalcare il ballatoio dell'impianto chimico ma cade nelle verdastre acque di scarico (inquinate completamente dai rifiuti chimici), riemergendo con la pelle bianca, le labbra rosse e i capelli verdi: alla vista del suo nuovo volto la sua psiche, già fortemente debilitata dal trauma per la perdita della moglie incinta, crolla definitivamente, e diventa il folle Joker. Tuttavia il personaggio, conclusa la narrazione, afferma di non sapere se i suoi ricordi siano attendibili e dice: «Se proprio devo avere un passato, preferisco avere più opzioni possibili».
Tornando al presente, Joker sta sottoponendo Gordon a orribili trattamenti per cercare di farlo impazzire, fra cui il mostragli le foto di sua figlia Barbara nuda e agonizzante, ma Batman irrompe nel luna park con la Batmobile e, dopo essersi assicurato che Gordon stesse bene e aver chiamato la polizia, affronta il Clown Principe del crimine in una delle attrazioni del parco, la "Funhouse". Mentre fugge Joker spiega che al suo nemico che la sua tesi, ovvero che anche la vita delle persone normali e moralmente rette può prendere una svolta drammatica a causa di una "brutta giornata", proprio come era successo a lui anni prima, e per questo ha rapito Gordon e lo ha usato come cavia. Batman però gli rivela che Gordon sta bene e che non tutti cedono dopo che gli succede qualcosa di brutto, e perciò il Joker è solo nella sua follia.
I due lottano ma alla fine a vincere è Batman, il quale però non intende far male al pagliaccio, ma intende farlo "secondo le regole", come aveva promesso a Gordon, e riprende il discorso a inizio storia, proponendogli un aiuto per riabilitarlo; Joker per un attimo è titubante, ma alla fine rifiuta dicendo che è ormai troppo tardi per tornare indietro dato che si è spinto troppo avanti. Il racconto si chiude con Joker che racconta una barzelletta allegorica, alla fine della quale lui e il suo arcinemico Batman esplodono in una fragorosa risata senza freno, mentre da lontano si vedono le luci della polizia per portare via il pazzo criminale.

## Origine e produzione
La versione di Joker del disegnatore Brian Bolland si basò in parte sulla sua recente visione del film L'uomo che ride. Il suggerimento dell'editor in chief Dick Giordano portò Bolland a lavorare con lo scrittore Alan Moore per creare un passato plausibile per Joker. Egli raccontò, "riflettei su chi fosse al momento il mio sceneggiatore preferito, su quale supereroe avrei voluto lavorare, e su quale cattivo. Me ne uscii con Alan, Batman, e Joker".
Bolland dichiarò che «nel periodo nel quale Alan finì Watchmen era ormai arrivato ai ferri corti con la DC... e alla fine, continuò a lavorare su Killing Joke solo come favore personale a lui».
Il graphic novel a 48 pagine necessitò un considerevole periodo di tempo per essere completato. Tanto Moore quanto Bolland erano noti perfezionisti; e i loro ultimi lavori avevano tutti subito ritardi di vario genere.
Bolland aveva ideato le sequenze in flashback in bianco e nero, e aveva dato disposizioni al colorista John Higgins di ricorrere a "tenui colori autunnali" per il resto della storia. Rimase quindi alquanto infastidito quando vide la versione finale dell'opera colorata con sgargianti colori e la sequenza flashback in arancione". La ristampa del 2008 pubblicata in occasione del 20º anniversario della graphic novel, venne ricolorata direttamente da Bolland, secondo le sue originarie indicazioni artistiche.

## Altri media
Nel 2016 è stato realizzato un film d'animazione omonimo, diretto da Sam Liu.

## Riferimenti in altre opere
- Le origini di Joker come narrate in questo albo sono state riprese nel film Batman: il regista Tim Burton ha dichiarato, infatti, che questa è stata la prima storia a fumetti che ha letto ed è una di quelle che ama di più[7]. L'unica differenza, ripresa anche per le origini del Joker del DC Animated Universe, sta nel fatto che Joker, chiamato Jack Napier, era un gangster normale e non un comico fallito.
- Il design di questo Joker è stato ripreso nel videogioco Mortal Kombat vs DC Universe[8].
- Christopher Nolan ha dichiarato che questa storia ha influenzato la caratterizzazione del Joker in Il cavaliere oscuro; Heath Ledger, interprete del personaggio, riferì in un'intervista di aver dovuto leggere quest'opera e Arkham Asylum: Una folle dimora in un folle mondo come riferimenti per la sua interpretazione[9]. Si può notare, che, come viene fatto riferimento al passato di Joker descritto in Batman: Amore folle (il padre violento), viene citata una seconda versione con Joker che ha dovuto adattare la sua triste vita per la moglie.
- La questione della giornata andata storta come linea che divide un comune cittadino da un criminale viene citata anche nella serie animata The Batman da Joker, quando tortura il detective Ethan Bennet, che da lì a poco si trasformerà in Clayface.[10] Nello stesso episodio, Batman salva in tempo Ethan dalla terapia folle di Joker e lo insegue in un labirinto degli specchi del Luna Park abbandonato che fa da suo nascondiglio, proprio come in The Killing Joke.
- In Batman: Under the Red Hood, Batman fa riemergere il ricordo di come Cappuccio Rosso cadde accidentalmente nella cisterna di chimici mentre tentava di dirgli la verità sulla sua identità.
- Il Joker presente nella serie videoludica Batman: Arkham racconta la medesima storia descritta in The Killing Joke quando parla delle sue origini mentre viene interrogato da Hugo Strange; tale storia è udibile in Batman: Arkham City in uno dei nastri riguardanti i colloqui con i pazienti del penitenziario. Parte della medesima storia è visibile anche in un flashback di Joker mentre viene visitato in prigione dall'allora dottoressa Harleen Quinzel in Batman: Arkham Origins: il clown le chiede in questa occasione se ha mai avuto una giornata veramente brutta, rievocando poi cosa gli accadde prima di diventare Joker. In Batman: Arkham Knight Bruce ha un'allucinazione causata dal sangue contaminato dai gas dello Spaventapasseri in cui vede l'attacco di Joker ai danni di Barbara Gordon, che venne assalita e resa paraplegica mentre aspettava un'amica.